# Pierre Katz
Pierre Katz (* 24. Oktober 1927 in Marmoutier; ✡  22. März 2006 in Saverne) war ein französischer Militär, Luftfahrttechniker und Forscher der jüdischen Kultur und Geschichte im Elsass.

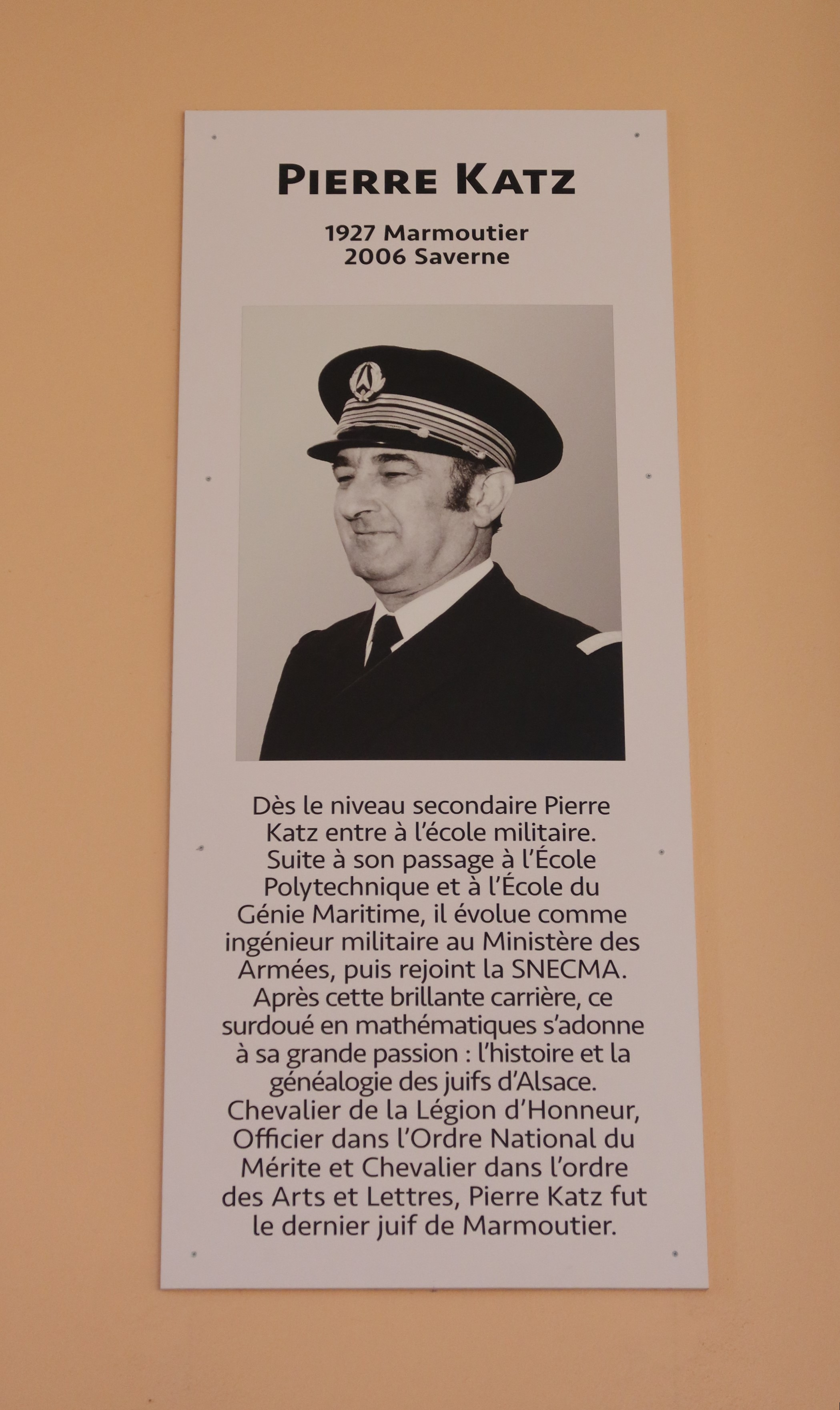
Pierre Katz – Gedenktafel in Marmoutier

## Leben
Sein Vater Jacques Katz war Fabrikdirektor. Pierre Katz studierte an der École polytechnique in Paris. Danach besuchte er die Ecole du Génie Maritime und war nach seiner Ausbildung zwei Jahre lang als Ausbilder auf dem Schulkreuzer Jeanne d'Arc  tätig. Danach arbeitete er als Ingenieur in der Torpedo-Fabrik in Saint-Tropez. Schließlich war er als Militäringenieur im Verteidigungsministerium tätig. Danach trat er in die Flugzeugmotorenfabrik Snecma ein, wo er als Generalsekretär bis zu seiner Pensionierung 1981 arbeitete. Danach zog er wieder in seinen Geburtsort Marmoutier, wo er auch auf dem jüdischen Friedhof beerdigt wurde. Er war das letzte Mitglied der ehemals zahlreichen jüdischen Gemeinde in Marmoutier.

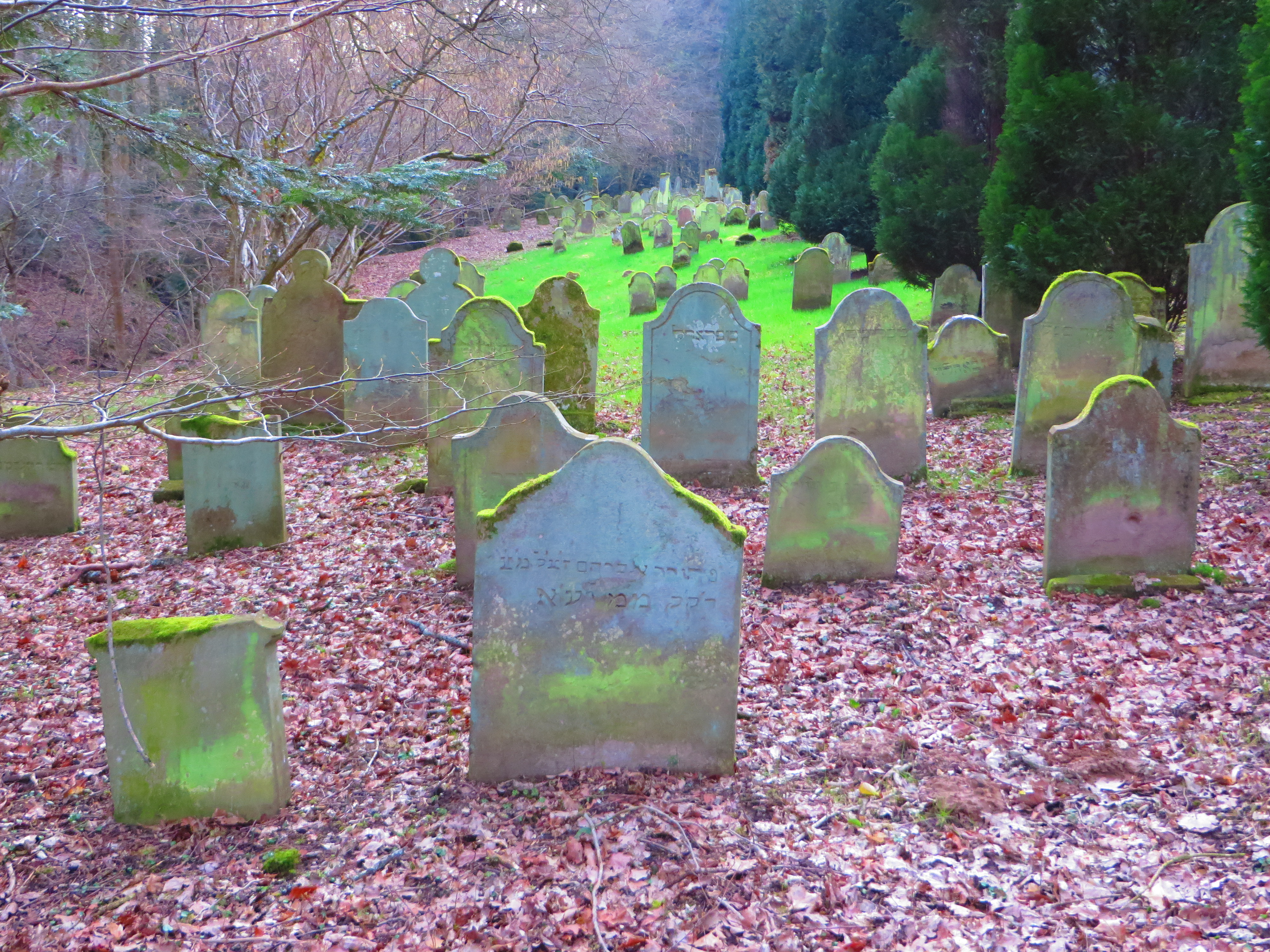
Jüdischer Friedhof Marmoutier

Für seine Tätigkeit beim Militär wurde er hoch dekoriert:  Chevalier de la Légion d’honneur, Officier de l’ordre national du Mérite, Médaille de l’Aéronautique (Ritter der Ehrenlegion, Offizier des Nationalen Verdienstordens, Luftfahrtmedaille).

## Forscher der jüdischen Kultur und Geschichte
In Marmoutier beschäftigte er sich mit der Geschichte der Juden im Elsass und der jüdischen Genealogie der Region.  Besonders zwei Themen bearbeitete er ausführlich und erstellte grundlegende Dokumente darüber: „Registre des Changements de Noms de 1808 pour les départements du Bas-Rhin, du Haut-Rhin et de la Moselle“ (Register der Namensänderungen von 1808 für die Departements Bas-Rhin, Haut-Rhin und Moselle), die Napoleonischen Namensdekrete, die dazu führten, dass alle Juden Familiennamen annehmen mussten. Diese Register waren bedeutend, weil  hier erstmals alle Juden erfasst wurden. Ein weiteres Thema war „Recensement de 1851“ (Volkszählung 1851), bei der detailliert die jüdische Bevölkerung der Gemeinden erfasst wurde. Er wurde berühmt für seine Stammbäume jüdischer Familien. Auch für seine Gemeinde Marmoutier forschte er über die Geschichte des jüdischen Friedhofs, der Synagoge und bedeutender Juden wie Albert Kahn und Alphonse Lévy. Er wirkte mit bei der Gründung des Musée des Arts et Traditions Populaires de Marmoutier (Museum für Volkskunst und Traditionen in Marmoutier). Er arbeitete im Cercle de Généalogie Juive de Strasbourg (Arbeitskreis der jüdischen Genealogie von Straßburg) und der Société d'Histoire des Israélites d'Alsace et de Lorraine (Geschichtsverein der Israeliten von Elsass und Lothringen) mit.

## Veröffentlichungen
- Pierre Katz: Les communautés juives du Haut-Rhin en 1851: Relevés du recensement, Cercle de généalogie juive, 2002, ISBN 978-2-912785-23-7.
- Pierre Katz: Recueil des déclarations de prise de nom patronymique des Juifs de Lorraine en 1808, Cercle de généalogie juive, 1998, ISBN 978-2-9510092-3-3